# Delhy Tejero
Adela Tejero Bedate, nota dopo il 1929 con il nome di Delhy Tejero (Toro, 1904 – Madrid, 10 ottobre 1968), è stata una pittrice e illustratrice spagnola, appartenente alla Generazione del '27.
Fece parte di quel gruppo di donne artiste, come Maruja Mallo, Ángeles Santos, Remedios Varo, Pitti Bartolozzi, che a partire dagli anni Trenta del Novecento si distinsero nel panorama dell'avanguardia madrilena e incarnarono nella vita privata e nella loro opera il modello di "donna nuova" che si diffuse in Spagna e in diversi paesi d'Europa nei primi decenni del secolo.
Durante il suo percorso artistico Delhy Tejero sperimentò diversi linguaggi espressivi, dall'illustrazione grafica al muralismo, dal disegno su carta alla pittura a olio, introducendo nuove tecniche, come la decalcomania e il "perlismo", attraversando e alternando differenti stili: figurativismo, surrealismo, astrattismo, arte informale.

## Biografia
(Delhy Tejero, Los Cuadernines (1936-1968))
Adela Tejero Bedata nacque a Toro nel 1904, in una modesta famiglia borghese, seconda di tre figlie. La madre, Paula Bedate Rodríguez, morì di parto quando lei aveva sei anni, e fu il padre, Agustín Tejero Romero, uomo di profonda fede religiosa, segretario del Consiglio Comunale di Toro, ad occuparsi della crescita ed educazione delle figlie. Adela frequentò dei corsi di disegno presso la Fondazione González Allende, un'istituzione legata all'Institución Libre de Enseñanza e nel 1924 pubblicò le sue prime illustrazioni su riviste locali: El Noticiero de Toro, Independencia e El Popular.

### Anni Venti: gli anni della formazione

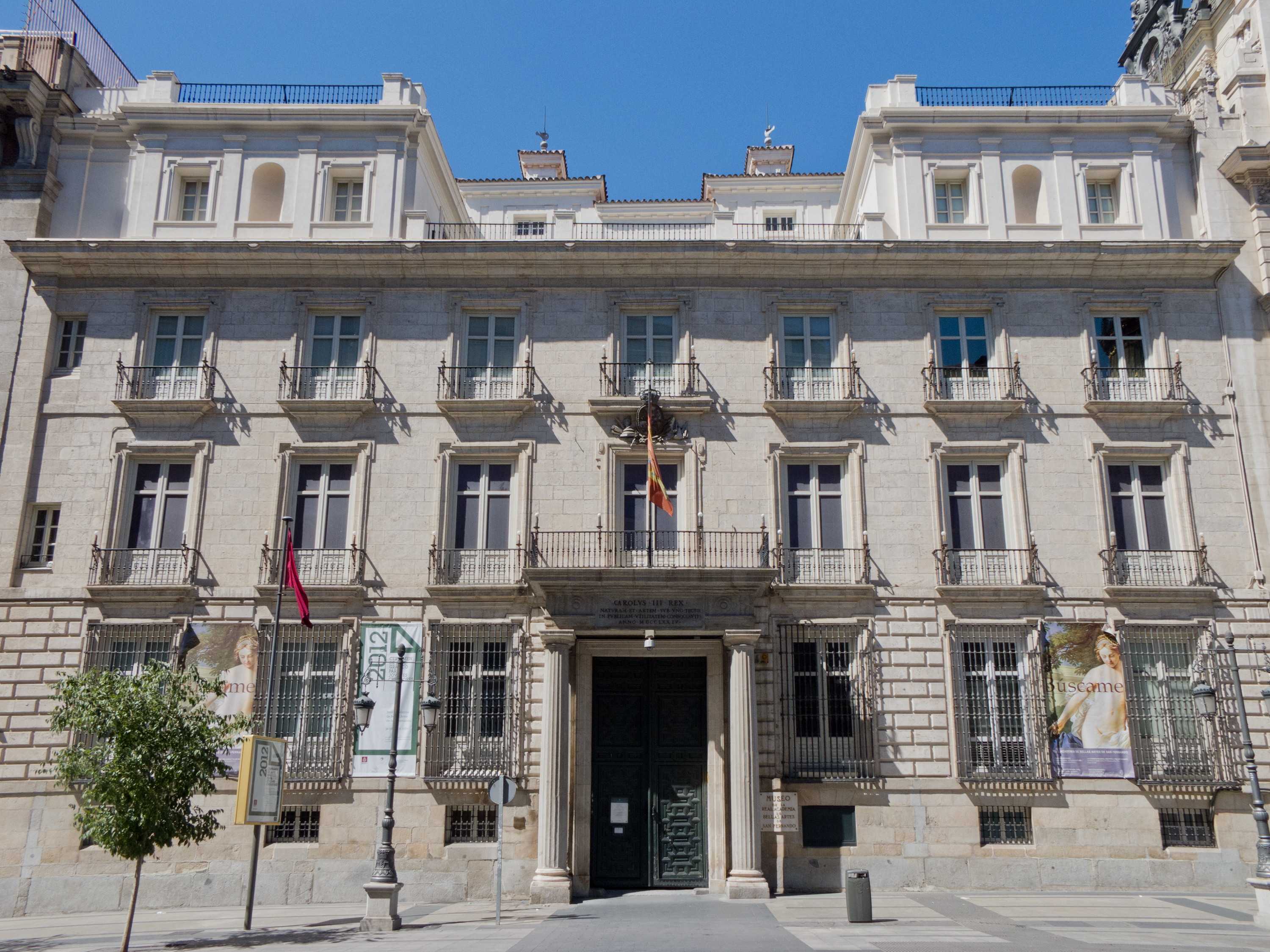
Real Academia de Bellas Artes de San Fernando

Nel 1925, in conformità ai canoni riservati alla formazione delle ragazze appartenenti alla classe media, il padre la iscrisse a Madrid alla scuola femminile delle suore di San Luis de los Francés per studiare lingue, stenografia e sartoria. L'anno seguente, previo apposito esame, Adela decise tuttavia di iscriversi anche alla Reale Accademia di Belle Arti, dove trovò come maestri Julio Romero de Torres, Domenech e Moreno Carbonero.  Nei suoi Diari, rivolgendosi al padre, così avrebbe motivato la sua scelta: "imparare il francese e a fare cartamodelli non mi interessa. Perdonami padre, ma è così. Voglio solo dipingere. Lascia che qualcuno mi insegni a dipingere. È l'unica lingua che mi interessa, quella per cui sono nata.”
Nel 1928 il Ministero non rinnovò la borsa di studio che le permetteva di continuare a vivere e studiare a Madrid e Delhy Tejero si trovò un lavoro per poter continuare gli studi che aveva scelto. Iniziò la sua carriera come illustratrice in numerose riviste di grande tiratura, come Estampa, Crónica, Blanco y Negro e La Esfera. 
Grazie alla raggiunta indipendenza economica, dal 1928 al 1931 visse nella Residencia de Señoritas gestita da María de Maetzu, un ambiente educativo cosmopolita e liberale, dove venne a contatto con importanti personalità, come García Lorca, Gómez de la Serna, Rafael Alberti e intrecciò amicizia con un gruppo di allieve che sarebbero diventate le protagoniste del rinnovamento dell'ambiente artistico e intellettuale del tempo: le pittrici Maruja Mallo, Remedios Varo, Rosario de Velasco, l'illustratrice Pitti Bartolozzi, la poetessa Marina Romero, la giornalista Josefina Carabias.
Nell'ottobre 1929 Delhy venne nominata insegnante di disegno e belle arti presso l'Accademia di San Fernando. Quell'anno, influenzata dalle correnti orientaliste e come tributo a Tagore, decise di cambiare il suo nome, Adela, in Delhy, come la capitale dell'India. Così la descrisse Pitti Bartolozzi, testimoniando la trasformazione avvenuta nella sua amica dall'arrivo a Madrid:

### Anni Trenta: affermazione artistica
Nel 1930 Delhy partecipò per la prima volta all'Esposizione Nazionale di Belle Arti, nella sezione delle arti decorative, dove ricevette una menzione. Nello stesso anno ottenne una borsa di studio per recarsi all'estero. Fra gennaio e giugno 1931 andò a Parigi e a Bruxelles, dove studiò pittura murale applicata all'industria alla Scuola Superiore Logelain ed espose in una mostra collettiva.
Al suo ritorno in Spagna venne nominata docente ad interim di pittura murale presso l'Accademia delle Arti e dei Mestieri di Madrid.
Nella sua scelta di perseguire il suo sogno di artista, raggiungere l'indipendenza economica, muoversi liberamente nell'ambiente pubblico, ma anche nei suoi dipinti e illustrazioni, come quelle, in stile déco,  realizzate per il romanzo a puntate La Venus bolchevique pubblicato nel 1932 sulla rivista Crónica, Delhy Tejero rifletteva il modello della "donna nuova" autonoma e sicura di sé, urbana e cosmopolita, svincolata dal ruolo di moglie e madre, che negli anni Venti e Trenta, non solo in Spagna, rappresentava il simbolo del cambiamento dei tempi.
Nel 1932 ricevette all'Esposizione Nazionale, la prima mostra celebrata dopo la proclamazione della Repubblica, la terza medaglia in Arti Decorative per la sua opera Castilla, un trittico su tela di grandi dimensioni con tre figure centrali, un uomo e una donna con in braccio un bambino e ai due lati tipici paesaggi castigliani. L'uomo guarda la donna con amore, la donna guarda di fronte a sé, fissando lo spettatore.

#### Muralismo, art déco, surrealismo

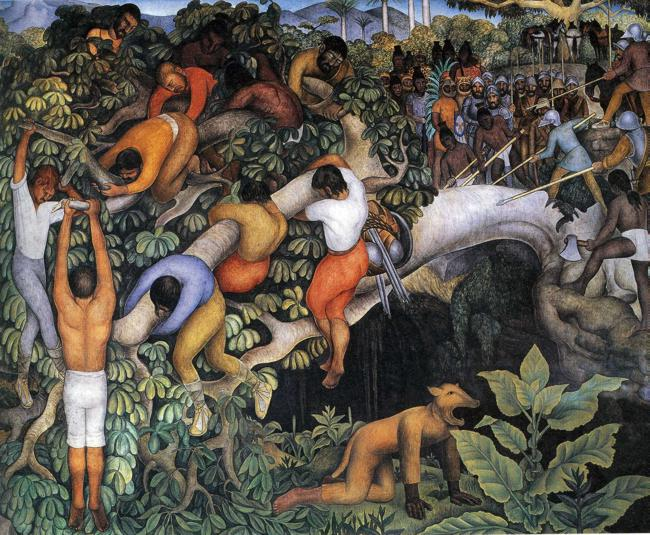
Diego Rivera, Entering the City, 1930.

Nel dicembre 1933 Delhy tenne la sua prima mostra personale al Circolo di Belle Arti di Madrid, dove espose pitture ad olio di grande formato, progetti di murales che ricordano lo stile di Diego Rivera, opere decorative, con temi molto diversi, e una raccolta di disegni con tecniche sperimentali, come la decalcomania, per la sua serie Brujas, o Duendinas. Questi ultimi disegni, sviluppati da Tejero nell'arco degli anni Trenta, hanno per soggetto personaggi femminili benevoli, creature fantastiche, ideate dall'artista come numi tutelari, fate protettrici della sua attività creativa. Queste illustrazioni su carta, tela, in bianco e nero o a colori, appartengono a quella fase onirica che avvicina la pittrice al surrealismo e al mondo dell'infanzia.
Nel 1934 Tejero realizzò su commissione delle decorazioni in stile déco su alcuni locali ed edifici: il cinema del Palacio de la Prensa, nella Gran Vía di Madrid e la profumeria La Hamburguesa dei genitori di Rosario Nadal, la prima moglie di Camilo José Cela. Nello stesso anno partecipò ad un concorso dedicato ai costumi regionali presentando un dipinto a olio di stile neocubista, Mercado Zamorano, in cui risalta la sua pittura e lo studio compiuto sul folclore locale. Rappresenta una scena di mercato con personaggi vestiti con i tipici costumi di Zamora. In primo piano al centro, una giovane ragazza vestita con un abito colorato regge una brocca sulle spalle, dietro la schiena.

#### I viaggi e la guerra
Una muchacha y una maleta como dos peregrinas, tirando una de otra.»
Non sopporto la guerra, non resisto al rumore della morte che gli aerei portano ogni mattina. E ora la Spagna odora di sangue, sangue e sudario. Non profuma più di arance o di latte appena bollito...
Una ragazza e una valigia come due pellegrine che si trascinano vicendevolmente.»
(Delhy Tejero, Cuadernines, 1936)
Il suo desiderio di conoscere altri artisti e venire a contatto con la produzione delle avanguardie del tempo, la portò a viaggiare sia all'interno che all'esterno dei confini spagnoli. Da giugno a settembre del 1934 visitò diverse città del Marocco: Tangeri, Fez, Casablanca, Larache, Tetuan. Nel 1935 fu nuovamente a Parigi; nel settembre dell'anno successivo, due mesi dopo lo scoppio della guerra civile, fece ritorno in Spagna, ma venne fermata dalla polizia segreta a Salamanca, capitale del vittorioso generale Franco, perché sospettata di essere una spia straniera. Una volta rilasciata, non le fu possibile raggiungere Madrid. Rimase a Toro, dove lavorò come insegnante di disegno al liceo locale. 

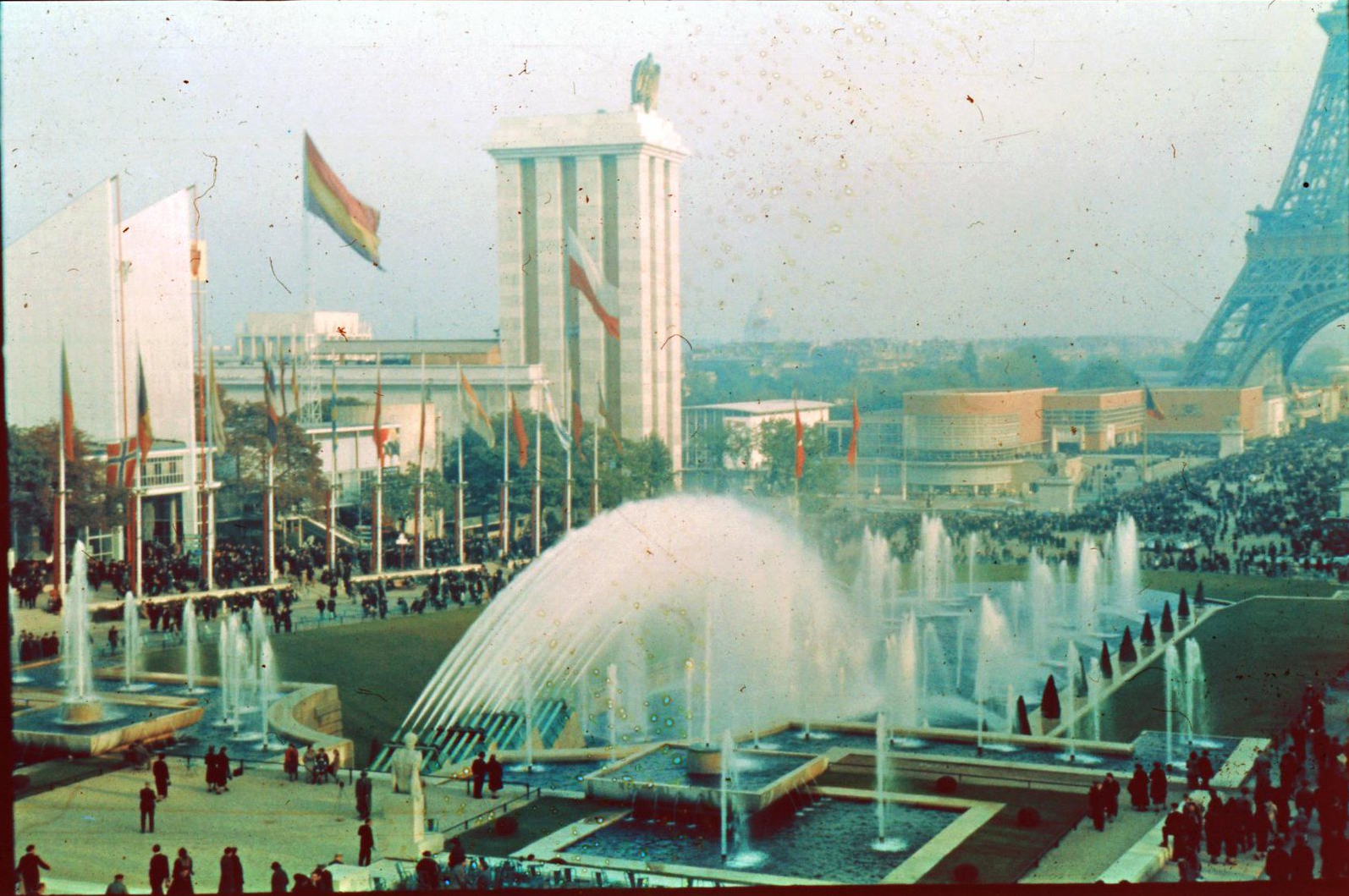
Parigi Expo 1937. Padiglione spagnolo

Nel 1937 dipinse murales per le mense delle scuole di Salamanca e per l'Hotel Condestable di Burgos. Con il denaro ricavato da questi lavori partì per l'Italia, passando prima per Parigi, dove si stava svolgendo l'Esposizione Universale. Nella sua visita al Padiglione spagnolo conobbe Picasso e si intrattenne con gli artisti spagnoli esiliati a Parigi. In Italia soggiornò a Firenze e Pompei, per studiare le tecniche dell'encausto, e poi si recò a Napoli e, dal dicembre 1937 ad aprile 1938, si stabilì a Capri, nella villa in cui aveva vissuto Tagore e conobbe lo scrittore svedese Axel Munthe. Dopo aver visitato Roma e la Cappella Sistina, il provincialismo di cui a suo parere soffriva l'ambiente italiano e il fascismo imperante le fecero decidere di spostarsi altrove.
A maggio del 1938 ritornò a Parigi. Grazie alla sua amicizia con Remedios Varó conobbe Óscar Domínguez e venne introdotta nel circolo dei surrealisti. Nella primavera del 1939 partecipò alla mostra Le rêve dans l'arte et la littérature. De l´Antiquité au Surréalisme, in cui esponevano Miró, Domínguez, Man Ray, Chagal e Klee. Su richiesta di André Breton, decorò alcuni hotel e saloni.
Frequentò un corso di pittura all'Università della Sorbona e fino al giugno 1939 seguì un corso di teosofia, avvicinata a questa dottrina dal suo nuovo compagno, il pittore italiano Walter Bianchi. A seguito delle nuove convinzioni filosofico-religiose che la condussero a quella che lei stessa definì "la mia prima conversione mistica", Delhy decise di distruggere le opere che aveva creato sotto l'influsso surrealista, in quanto ritenute fondate sulla carne, sulla materia, sull'intimità.

### Anni Quaranta: spiritualismo e stasi innovativa

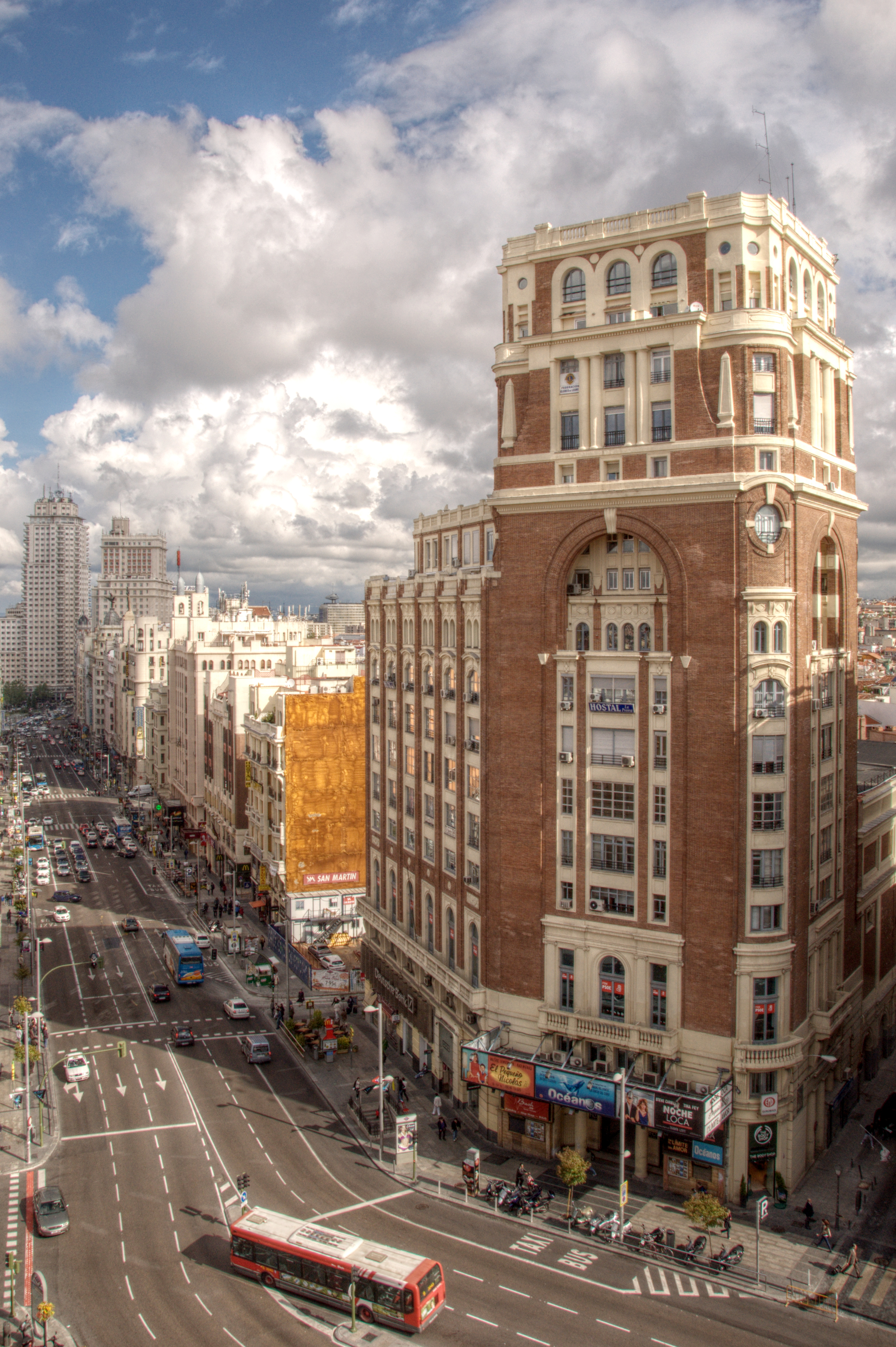
Palacio de la Prensa a Madrid, dove Delhy Tejero tenne il suo studio dal 1939 fino alla sua morte.

Nell'agosto del 1939, alla fine della guerra civile, rientrò in Spagna e si stabilì definitivamente nel suo studio in un piccolo attico a La Prensa, l'edificio in Plaza del Callao a Madrid, che rimarrà per tutta la vita il suo rifugio. Riprese la sua attività di muralista: dipinse il soffitto del cinema situato al piano terra de La Prensa, una mensa scolastica e la scala della Casa del niño a Madrid, la chiesa de El Plantio e un oratorio ad Aranjuez.
Nel 1943 vinse il terzo posto nella sezione pittura dell'Esposizione Nazionale. Nello stesso anno morì suo padre. Questo lutto e il pesante clima di conservatorismo sociale presente nella Spagna nel dopoguerra, contribuirono a condurre Delhy verso quello che lei stessa definì il suo "secondo misticismo". La nipote María Dolores Vila, in un'intervista rilasciata alcuni decenni dopo, avrebbe commentato: «Fu una donna molto libera, però la religione la rovinò e la guerra la ruppe».
Nel 1944 cominciò a frequentare il gruppo integralista religioso formato da Lili Álvarez, la duchessa di Maqueda, Isabel Flores de Lemos e padre Cesar Vaca, che seguiva le dottrine cristiane di Teilhard de Chardin. Durante questo periodo, in cui distrusse altre opere nelle quali prevaleva il dato della corporeità, il suo lavoro perse la sua qualità innovativa. La sua produzione si conformò ad un concetto eclettico e classicista dell'arte, i suoi autori di riferimento divennero Velázquez, Goya, El Greco, Tiziano, Michelangelo, Rembrandt. Nel 1946 in diverse riviste venne presentata come un'originale decoratrice di chiese.
Tejero si dedicò anche a temi legati al regionalismo, in un periodo in cui era ritenuto un valore fondamentale l'esaltazione della storia patria e locale. Nel 1948 vinse il concorso nazionale indetto dal Comune di Zamora per decorare la sala plenaria, presentando il progetto del murale Amanecer jurídico del municipio zamorano. L'opera, realizzata negli anni successivi, comprendeva tre tele con i protagonisti della storia di Zamora ritratti durante la lettura dello statuto concesso nel 1062 da Ferdinando il Grande al Comune, realizzate con tecniche miste, fra cui la doratura con foglie d'oro appresa in Italia.
In questo periodo Delhy Tejero realizzò anche altre opere, soprattutto disegni e acquarelli che mantenevano l'impronta della precedente esperienza surrealista, o paesaggi, declinati in un realismo "poetico" e malinconico. Da lei chiamati "capricci", questi paesaggi comprendevano soprattutto vedute di Madrid del dopoguerra e dei suoi quartieri periferici, Lavapiés, Las Vistillas, il Viaducto; vennero fatti conoscere al pubblico nelle sue mostre personali, di notevole successo, realizzate nel 1946 alla Galería Estilo e nel 1947 al Museo di Arte Moderna.
Nello stesso anno l'artista partecipò all'Exposición de Arte Contemporáneo svoltasi a Buenos Aires e all'Esposizione Nazionale di Arti Decorative di Madrid, nella sezione di Arte del libro, dove, per il suo lavoro di illustratrice, vinse il secondo posto.
Delhy Tejero, da quanto riportato nei suoi Diari, visse questa fase artistica con una certa inquietudine, avvertendo che le sue opere riflettevano una doppia e contraddittoria ispirazione, colta anche da alcune recensioni critiche del tempo: la natura classica, "spirituale", della pittura murale scoperta nel Rinascimento italiano si alternava all'esperienza surrealista maturata attraverso i dipinti di Picasso, Bréton e Domínguez.
L'artista abbandonò gradualmente il gruppo religioso di cui faceva parte e, con esso, la fase mistica; la corporeità figurativa fece ritorno nelle sue opere, insieme ad un'accentuata ricerca di un linguaggio essenziale, elementare, conseguito attraverso una progressiva eliminazione dei dettagli.
Nel 1948 si classificò al terzo posto all'Esposizione Nazionale di pittura con il disegno La favorita, basato su appunti presi durante il suo soggiorno in Marocco nel 1934.

### Anni Cinquanta: astrattismo

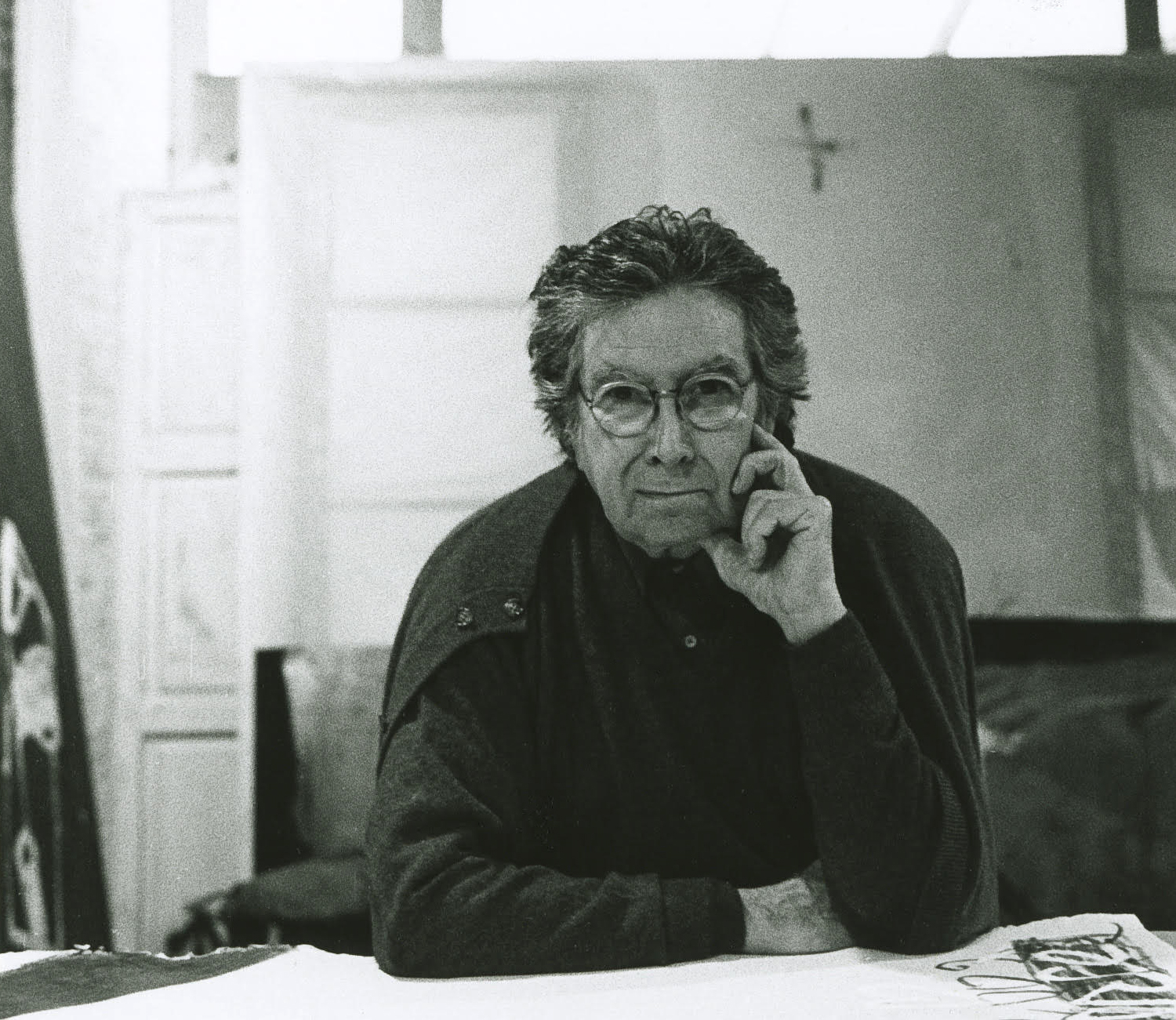
Antoni Tàpies nel suo studio a Barcellona, 2002

Dopo il 1951 Delhy Tejero si orientò nuovamente verso tendenze d'avanguardia, sperimentando l'astrazione, una corrente promossa nel suo paese dall'amico architetto Fernández del Amo (1914-1982), Direttore del Museo de Arte Contemporáneo, senza tuttavia abbandonare la precedente produzione figurativa. Del Amo, uomo di notevole sensibilità religiosa, promosse la decorazione di diverse chiese, specie nelle zone colpite dalla guerra, sostenendo gli artisti del tempo, fra cui Delhy Tejero, attraverso l'affidamento di numerosi incarichi.
Nel 1953 l'artista partecipò, unica donna, alla prima mostra di arte astratta a Santander. Nel 1954 e nel 1955 prese parte alla 2ª e 3ª Biennale Ispanoamericana, svoltasi all'Avana e a Barcellona. Nella terza edizione ottenne il premio del Ministero dell'Istruzione Pubblica dell'Uruguay per il suo dipinto La niña de los pájaros.
Nel 1955 realizzò la sua ultima personale a Madrid, nelle sale della Direzione Generale delle Belle Arti, ottenendo un notevole successo. Durante la preparazione di questa mostra, il percorso avviato all'inizio degli anni Cinquanta di fusione fra surrealismo e istanze dell'astrattismo, la portò a sperimentare una nuova tecnica, da lei chiamata "perlismo", consistente nell'incorporazione nel materiale pittorico di materiali, pezzi o piccole particelle polverizzate di minerali, che conferiva al quadro una trama granulosa.
Tale tecnica la introdusse all'arte informale, quasi nello stesso periodo in cui Antoni Tàpies conquistava l'attenzione del pubblico con i suoi quadri materici alla 3ª Biennale Ispanoamericana svoltasi a Barcellona.

### Ultimi anni
Nel 1959 presentò due mostre personali a Salamanca e Valladolid, e pur colpita da un infarto miocardico, continuò ancora, per circa un decennio, a realizzare murales su commissione in varie chiese di Madrid, Almería, Badajoz, Huelva e Jaén, con metodi diversi, dall'uso dello smalto e del vetro, a sfondi d'oro e pittura piatta di ispirazione bizantina. Astrattismo e classicismo raggiunsero una sorta di equilibrio nel suo stile.
Le sue ultime realizzazioni, tra il 1965 e il 1967, furono il Collegio dei Padri mercedari Nuestra Señora de los Angeles a Madrid e la sede della vecchia Manifattura Tabacchi Altadis a Siviglia. Nel 1966 si recò per l'ultima volta a Parigi.
Negli ultimi anni, nonostante le sue condizioni fisiche fossero in peggioramento, continuò a dipingere e realizzare illustrazioni nelle riviste ABC e Ya, dove pubblicò anche dei suoi racconti, raccolti e pubblicati postumi.
Il 10 ottobre 1968 morì a Madrid, all'età di 64 anni, colpita da un infarto.

### I Diari:Los cuadernines (1936-1968)
Dal gennaio 1936 all'ottobre 1968, pochi giorni prima della sua morte, Delhy Tejero annotò in diciannove quaderni, pubblicati postumi e strutturati in sei parti, quanto le accadeva intorno e i suoi stati d'animo, mescolando cronache e sensazioni con ogni genere di altri appunti e materiali, come illustrazioni, disegni, indirizzi.
Tomás Sánchez Santiago, uno dei curatori dell'opera, pubblicata nel 2004, defin̟ì quella di Tejero "una scrittura di necessità". L'autrice stessa, una persona fondamentalmente sola e perennemente in lotta con le proprie inquietudini, confessa come per lei i quaderni rappresentino una presenza e un rifugio insostituibile: 
(Delhy Tejero, Los Cuadernines)

## Stile
Delhy Tejero non si riconobbe in alcuna concezione estetica. Verso la fine della sua vita, scrisse nei suoi Diari:
(Delhy Tejero, Los cuadernines, 28 gennaio 1966)

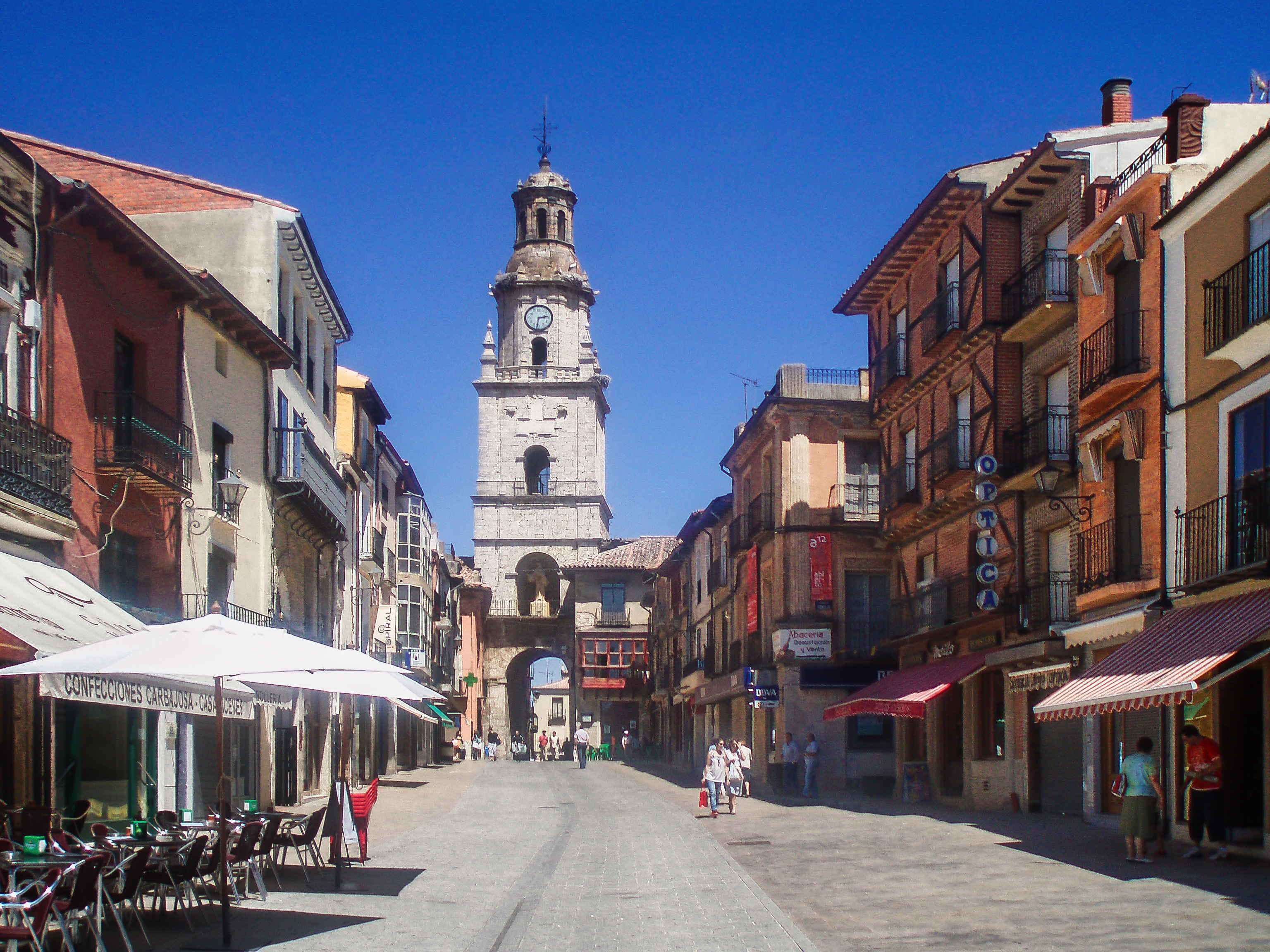
Centro storico di Toro, città natale di Delhy Tejero

La sua produzione artistica non è classificabile in una definita corrente pittorica: si relaziona con il movimento surrealista, con il figurativismo e l'astrattismo, interpretati secondo uno stile personale. Secondo Fernández del Amo l'opera di Tejero sarebbe caratterizzata dalla ieraticità, dall'assenza di dinamismo e di prospettiva: ogni soggetto dipinto rinvia alla pittura murale, all'icona, al retablo; la superficie della sua creazione risulterebbe sempre concepita secondo un criterio di integrazione nello spazio architettonico.
Miguel Cabañas Bravo distingue tre momenti nel percorso artistico dell'artista zamorana, che tuttavia non andrebbero distinti nettamente, perché l'opera di Delhy Tejero avrebbe sempre oscillato tra diverse esperienze e suggestioni artistiche, fra tradizione e avanguardia. La prima fase sarebbe rappresentata dall'avanguardismo degli anni Trenta e il suo momento culminante viene collocato nel 1938-39, con l'avvicinamento al surrealismo. Nella seconda, il periodo degli anni Quaranta, avrebbe prevalso l'influsso dello spiritualismo e dell'eclettismo, con conseguente declino della spinta innovatrice, però ancora presente in diverse opere. L'ultima, avviata negli anni Cinquanta, sarebbe connotata dal ritorno alla sperimentazione e all'avanguardia, attraverso il recupero del surrealismo, dell'astrattismo, del figurativismo e dalla sperimentazione materica del "perlismo".
Tra i temi costanti e peculiari che caratterizzano la produzione dell'artista zamorana, Cabañas Bravo indica la profonda spiritualità e la particolare sensibilità femminile, il carattere iconico e il trattamento simbolico delle rappresentazioni umane; la persistenza dei soggetti legati alla dimensione folklorico-popolare (regionalismo realistico), alla religione, alla maternità, all'infanzia; la costanza nella proposizione del genere del ritratto, del paesaggio, della natura morta; la vocazione per la pittura murale e l'illustrazione grafica.